# Académie générale militaire (Espagne)
L’Académie générale militaire (en espagnol Academia General Militar) est l’établissement d’enseignement supérieur de l’armée de terre espagnole, où les futurs officiers reçoivent sur deux années leur formation de base, avant de suivre un enseignement spécialisé propre à l’arme de leur choix. Son siège, situé aux environs immédiats de la ville de Saragosse, héberge aussi le Centre universitaire de la Défense, rattaché à l’université de Saragosse, où les cadets de l’armée de terre et de la Garde civile se voient enseigner, dans le cadre de leur formation d’officier, les matières nécessaires à l’obtention du grade de licencié universitaire.
L’existence de cette école militaire est à replacer dans un longue trajectoire historique où se sont affrontés — et l’ont emporté tour à tour — les unitaristes d’une part, favorables à un socle d’enseignement commun pour les futurs officiers de toutes les armes, préalablement à leur spécialisation ultérieure, et dont la tradition remonte au XVIIe siècle, et ceux d’autre part qui souhaitaient que les cadets s’inscrivent d’emblée dans des écoles spécialisées, ou semi-spécialisées, propres à leur arme respective ; ainsi est-il d’usage en Espagne de distinguer trois périodes (épocas) de l’Académie générale. Le premier projet moderne visant à restaurer la tradition unitaire (faisant suite à plusieurs tentatives malheureuses au cours du XIXe siècle), fut l’Académie générale militaire établie en 1882 à Tolède, dite donc « de la première période », née de la volonté d’unir en une seule l’origine académique de tous les officiers. Ses trois directeurs successifs et son directeur des études étaient des hommes de terrain, aguerris dans les guerres coloniales ou dans les luttes intestines espagnoles. L’école fonctionna jusqu’en 1893, avant de succomber aux tendances centrifuges et à la difficulté de définir un cursus commun.
La deuxième tentative, impulsée par le dictateur Primo de Rivera, ancien élève de l’Académie générale première mouture, qui imputait en partie aux rivalités entre les différentes armes les revers subis au Maroc, rivalités consécutives selon lui à l’inexistence d’une académie commune, vit le jour en 1927 et eut pour directeur le général Franco et pour directeur des études le colonel Campins. Cette nouvelle académie générale, par laquelle devaient passer tous les aspirants officiers, quelle que soit leur future arme, avait mission de dispenser la culture de base et surtout l’esprit militaire qui doit être commun à toutes les spécialités, les élèves ne pouvant choisir l’académie spécialisée où poursuivre leur formation qu’au terme de deux ans passés à Saragosse. Franco et Primo de Rivera voulaient une école militaire qui soit le fidèle reflet de leurs idées et s’attachant donc non seulement à instruire, mais aussi à préparer moralement les futurs officiers, leur donnant — au même titre que les compétences techniques, et dans une éthique de l’honneur, du sacrifice et de la solidarité — toutes les qualités morales exigées par la profession (discipline, camaraderie, amour de la patrie, dignité, austérité, courage et abnégation) et énoncées dans un Décalogue resté fameux. Le clan africaniste (composé d’anciens combattants du Maroc) fut le vivier de prédilection où Franco entreprit de puiser son personnel enseignant, lequel était invité à faire appel à son expérience de combat plutôt que de s’en remettre aux manuels officiels (que Franco alla jusqu’à interdire), et à privilégier les enseignements éminemment pratiques au détriment de la pure mémorisation.
Pour motifs juridiques et budgétaires, mais surtout politiques — le rigide esprit militaire de l’école étant en effet peu compatible avec l’idéal républicain —, l’Académie générale militaire fut supprimée par Azaña, nouveau ministre de la Guerre, sitôt après l’instauration de la république en 1931, pour en revenir à l’ancien système des académies militaires séparées. L’Académie générale fut rétablie dans ses locaux de Saragosse par Franco après la Guerre civile, en 1941.

## Histoire

### Antécédents
Le premier projet de mise en place d'un système d’enseignement progressif, c’est-à-dire allant dans le sens du général au spécifique, date de 1674, quand fut fondée à Bruxelles la première Académie militaire véritablement moderne, l’Académie militaire de l’armée des Pays-Bas, à l’initiative de Sebastián Fernández de Medrano, connu sous le nom d’« Alférez Medrano » (alférez = enseigne), ancien combattant des tercios (bataillons d’élite) des Flandres. Ladite Académie, dont Medrano fut désigné directeur eu égard à sa solide formation scientifique et tactique, sut s’acquérir un grand prestige, en raison de la provenance fort diverse de ses élèves, du caractère ouvert de ses cursus, du solide socle théorique et pratique de l’apprentissage, et de la trajectoire subséquente de ses diplômés, surnommés « maîtres de la guerre ». Cet établissement peut être considéré comme le premier projet d’enseignement militaire général, et par là comme une préfiguration de ce qui sera plus tard l’Académie générale militaire.
Le monarque bourbonnien Philippe V engagea une profonde réforme générale de l’institution militaire espagnole en s'inspirant du modèle français. L’Académie royale de Barcelone, qui fut créée alors, peut être considérée comme le deuxième projet d’instauration d’un enseignement militaire général, et comme l'héritière de la tradition éducative de l’Académie de Bruxelles, dès lors que la paternité en revient au lieutenant-général Georges-Prosper de Verboom, élève éminent de cette dernière Académie. À l’instar de l’établissement bruxellois, la nouvelle académie se donnait pour mission d’instruire dans l’art de la guerre les officiers haut gradés de l’armée espagnole de la métropole.
En 1764, Charles III créa le Collège royal (Real Colegio) d’artillerie à Ségovie, qui, bien qu’elle ne réponde pas au critère de formation générale, peut néanmoins être considérée, par son système pédagogique et par son régime intérieur, comme le modèle des académies militaires du XIXe siècle. En 1803, l’Académie spéciale du corps d’ingénieurs fut fondée à Alcalá de Henares, et en 1805 l’Académie des armes générales à Zamora, cette dernière assumant les missions de l’Académie de Barcelone. La guerre d’Indépendance fut à l’origine de disparités et d’un manque de coördination des académies militaires, se traduisant par l’existence d’académies distinctes, principalement pour chaque arme particulière, jusqu’à ce que le lieutenant-colonel d’artillerie Mariano Gil de Bernabé prenne à tâche en 1809 de les réunifier en une seule académie militaire sur la base des bataillons universitaires de Tolède, Séville et Grenade, académie dénommée Academia Militar de Cuarto Ejército (« de la quatrième armée », 1809-1823), dotée du drapeau appelé « La Universitaria », et installée d’abord à Séville, puis, à cause de la menace que faisait peser sur cette ville la proximité des troupes françaises, à Cadix,. Le corps professoral était un mélange hétéroclite de chefs militaires, d’ecclésiastiques et de civils. L’école fut dissoute sous la régence en septembre 1823.
En 1824, un ordre royal fut édicté en vertu duquel fut instauré un Collège général militaire, subdivisé en plusieurs sections à l’intention de ceux se destinant à l’infanterie, à la cavalerie, à l’artillerie ou au génie. L’Académie devait avoir pour but, selon les termes du décret fondateur, « de donner la plus parfaite uniformité d’instruction dans la carrière des armes ». Cependant, en raison de la volonté des différents Armes et Corps de former eux-mêmes leurs officiers respectifs, l’on créa parallèlement une Académie des ingénieurs en 1826 et un Collège d’artillerie en 1829, à rebours du concept de centre d’enseignement unique. À la tête du Collège général furent nommés directeur le lieutenant-général Francisco Javier Venegas et sous-directeur le colonel Mackenna, tous deux partisans de l’idée généraliste. Le Collège fut fixé à Ségovie, dans l’enceinte de l’Alcazar, avec régime d’internat et un cursus d’une durée de cinq ans. Le Collège, qui ouvrit ses portes le 1er juin 1825 et connut un fonctionnement exemplaire, recevait la visite du roi chaque année entre 1825 et 1830. En 1837, en pleine guerre carliste, l’expédition du général Zaratiegui mit le siège devant Ségovie et s’empara de la ville, contraignant l’Académie à quitter l’Alcazar et à partir s’établir à Madrid, où elle trouva à s’héberger dans le couvent de dominicains d’Atocha, puis, plus tard, dans celui des Trinitaires déchaussés. Le départ du Collège hors de Ségovie et la prolongation de la guerre civile  jusqu’en 1840 eurent pour effet de contrarier de plus en plus le travail éducatif du Collège, qui peinait à former à temps des officiers pour l’armée, raison pour laquelle l’on fut amené à revenir à l’enseignement militaire selon la configuration ancienne : Milice nationale, Compañías de Distinguidos et Cadets de corps, faisant ainsi prévaloir à nouveau l’esprit corporatiste des différentes armes,.
En 1842, Espartero prit un décret portant création du Collège général de toutes les armes (« Colegio General de todas las Armas »), soit le 5e projet d’enseignement militaire général. En 1844, son directeur, Serafín María de Sotto, comte Clonard, en changea la dénomination en « Colegio General Militar » et le transféra à Tolède. Le cursus comportait six semestres, selon un système mixte d’enseignement, avec un premier cycle commun dans le Colegio General et un second cycle de formation spécifique dans l’une des académies des Corps facultatifs.

### Première période (1882-1893)
Après une faible tentative d’unification de la formation militaire menée en 1876, à l’issue de la deuxième guerre carliste, on en revint aux centres de formation qui existaient précédemment : état-major, infanterie, cavalerie, génie et administration militaire, en créant au surplus une Académie sanitaire. L’Académie d’infanterie fut implantée en 1875 dans l’Alcazar de Tolède, où elle demeura jusqu’à la conversion de l’édifice en Académie générale militaire. Néanmoins, quelques ministres de la Restauration se mirent en devoir de résoudre les problèmes occasionnés par le morcellement académique et par l’hétérogénéité du parcours scolaire des futurs officiers de l’armée, jusqu’à ce que le général Arsenio Martínez Campos reçut mission d’unifier pour de bon la formation militaire.

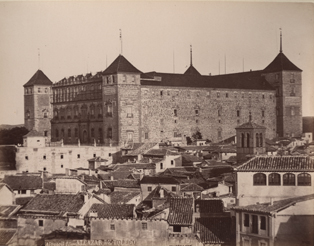
Alcazar de Tolède vers 1866.

Ainsi fut créée en 1882, sous le règne d’Alphonse XII, l’Académie générale militaire proprement dite, par décret du 20 février, signé par le ministre de la Guerre Martínez Campos et contresigné par le roi. L’esprit présidant à sa fondation répondait à la nécessité d’unir en une seule l’origine académique de tous les officiers de l’armée espagnole et de parvenir à une fusion des traditions des différents Armes et Corps. Pendant cette première période, qui court de 1882 à 1893, le centre de formation militaire unitaire se trouvait établi dans la ville de Tolède, dans l’enceinte de l’Alcazar, qui hébergeait déjà l’Académie d’infanterie, et démarra ses cours au début de 1883. La première promotion de gentilshommes élèves (caballeros alumnos) fut inscrite à l’automne 1883 ; ils étaient, sur les plus de 600 candidats, 250 à réussir les épreuves d’entrée en juillet de cette année, auxquels s’ajoutaient 24 autres admis au titre de « places de grâce », c’est-à-dire de places réservées aux orphelins de militaires morts sur le champ de bataille. Dans l’Académie générale militaire, l’on suivait obligatoirement deux années communes, suivies d’une troisième préparatoire à l’entrée dans les académies spécialisées respectives des Armes et Corps,.
Au cours de ses dix années d’existence, l’Académie générale de la première période eut trois directeurs : les généraux José Galbis y Abella, Pedro Mella y Montenegro et Manuel de la Cerda y Gómez Pedroso, assistés tous trois par le même directeur d’études, le colonel Federico Vázquez Landa, surnommé « l’âme de la Générale ». Ces quatre postes de direction étaient occupés par des hommes d’armes, qui avaient tous l’expérience du combat et se connaissaient personnellement. Galbis Abella, qui resta à la tête de l’établissement de 1883 au 16 octobre 1887, avait participé à chacune des luttes qui avaient fait rage dans l’Espagne du XIXe siècle, de 1866 à 1880, en plus d’avoir pris part à la guerre des Dix Ans à Cuba. Il appuyait sa mission de commandement sur cet aphorisme du général français Trochu :  « Tout  chef  militaire qui ne sera pas tout à la fois directeur, éducateur et tuteur, sera au-dessous de son mandat », en accord avec quoi Galbis s’efforçait d’« affermir l’âme des jeunes élèves, de renforcer leur corps, de les pousser du côté de la vie ample et généreuse de l’étude de la science sans exclusives, avec des extensions du côté de l’art militaire, des langues étrangères, et des sports de guerre et de société ». Outre ses études sur la cavalerie, Galbis laissa des Mémoires inédites sur les quatre années de l’Académie sous sa direction,. Mella Montenegro avait été lui aussi affecté à Cuba, où il combattit dans la guerre des Dix Ans. Son passage par l’Académie fut concomitant aux importantes réformes militaires poursuivies par le gouvernement sous le mandat du ministre de la Guerre le général Manuel Cassola. Il quitta son poste de directeur après qu’il eut été nommé en 1891 gouverneur militaire de Gérone,. De la Cerda, directeur de l’Académie entre 1891 et juillet 1893, avait auparavant fait la guerre en Afrique et aux Philippines, avait combattu l’insurrection militaire de juin 1866 à Madrid, et avait été présent à la bataille d'Alcolea en septembre 1868. Après son mandat de directeur, il fut nommé en 1909 sénateur à vie. Vázquez Landa avait pris part à la campagne du Maroc de 1860, fait des études à l’Académie du génie, pris part à toutes les actions armées survenues en Espagne de la fin de la décennie 1860 à la décennie 1870 (insurrections républicaines de Lérida, Saragosse et Valence en 1869, Guerres cantonales, et troisième guerre carliste), enseigné à l’Académie de Guadalajara sept années durant, avant d’exercer comme chef des études de la Générale tout au long de l’existence de celle-ci. Il se chargea de mettre en œuvre une directive du ministre de la Guerre portant que tous les officiers étaient tenus de rédiger des mémoires afin de mettre à jour les anciennes consignes tactiques en fonction des avancées techniques ou de l’apparition de nouvelles techniques, telles que le chargement par la culasse,.

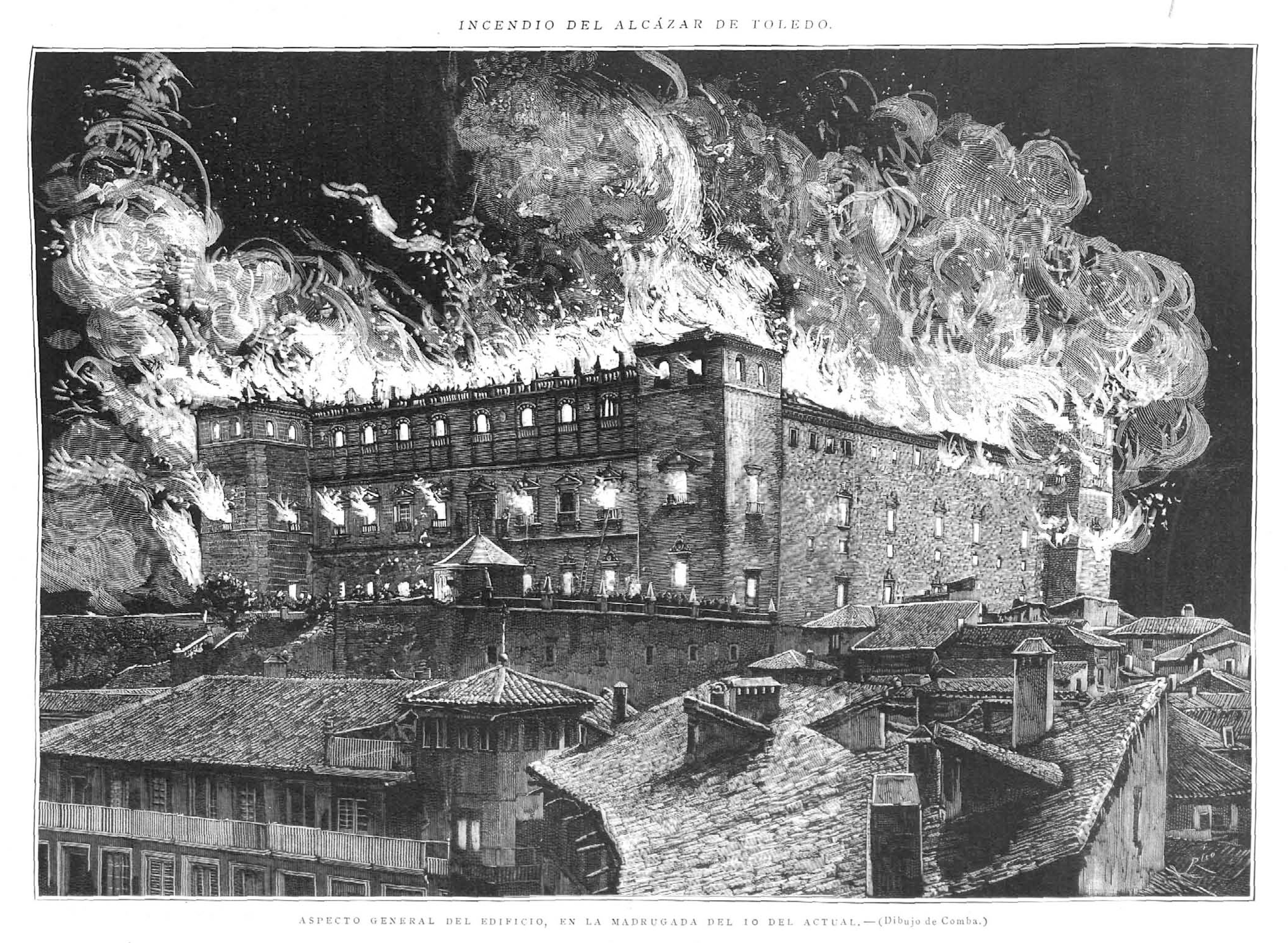
Incendie de l’Alcazar de 1887.

L’effroyable incendie qui ravagea l’Alcazar de Tolède le 8 janvier 1887 et qui n’en laissa debout que les murs latéraux et la galerie de colonnes, bouleversa la vie de l’Académie. Les élèves eurent la présence d’esprit d’évacuer les fûts de poudre et les munitions emmagasinés dans l’une des tours d’angle du bâtiment. Les cadets trouvèrent à se reloger dans le palais Santa Cruz, tandis que les cours allaient désormais se donner dans le couvent des capucins,.
L’une des réussites de l’Académie générale fut de réduire les tensions séculaires qui avaient envenimé les relations entre les armes dites générales (c’est-à-dire infanterie et cavalerie) et les dénommés corps facultatifs (artillerie, génie et état-major), ce qui était l’un des principaux objectifs de sa fondation,,. Cependant, la difficulté à élaborer un cursus en commun qui prenne en considération les nécessités techniques des différents Armes et Corps, en plus d’autres raisons politiques et économiques, portèrent le gouvernement à fermer l’établissement en 1893, dix ans à peine après sa fondation, par voie d’un nouveau Décret royal signé le 8 février de ladite année, sous le mandat du ministre de la Guerre le général López Domínguez. Parmi les 2 250 gentilshommes-élèves qui, répartis sur les dix promotions, avaient fréquenté ses salles de classe, on trouve les noms de Miguel Primo de Rivera, premier diplômé de l’Académie à atteindre le grade de général, Dámaso Berenguer, Manuel Fernández Silvestre, José Cavalcanti, Severiano Martínez Anido, José Sanjurjo, Francisco Aguilera y Egea, Enrique Marzo Balaguer, etc.,.
L’Académie dissoute, chacune des armes allait disposer d’établissements de formation distincts, en plus du Collège préparatoire militaire de Trujillo. On en revint ainsi au précédent système d’académies particulières des Armes et Corps : l’infanterie à Tolède, la cavalerie à Valladolid, l’artillerie à Ségovie, le génie à Guadalajara, et l’administration à Avila, à côté desquelles existaient en outre plusieurs autres centres d’enseignement militaire, comme l’École supérieure de guerre à Madrid, l’académie de la Garde civile à Valdemoro et celle des Carabiniers à Villaviciosa de Odón.
Par la suite, plusieurs tentatives furent entreprises pour restaurer l’esprit de l’Académie fermée en 1893, dont une avortée en 1904, et une autre, plus sérieuse, en 1918, laquelle, quoiqu’elle n’ait pas abouti, avait donné lieu à la mise sur pied d’une commission d’organisation qui élabora pour l’occasion un mémoire (qualifié par Campins de « lumineux et très avisé »), de grande utilité pour ceux chargés de mener en 1928 les travaux préparatoires à l’Académie générale de la deuxième période.

### Deuxième période (1927-1931)

#### Préparatifs et fondation
La réouverture de l’Académie générale militaire en 1927 est due à l’initiative du dictateur Primo de Rivera. En dépit de ses efforts pour réaliser l’unité de la « famille militaire », le long affrontement au sein de l’armée entre africanistes et sympathisants des Juntes de défense (Juntas de Defensa), qui s’opposaient en particulier à propos du mode d’avancement (partisans, pour les premiers, d’un tableau d’avancement ouvert, c’est-à-dire pour mérites de guerre, et, pour les seconds, d’un tableau d’avancement fermé, c’est-à-dire de promotions selon le strict critère d’ancienneté), ne cessa pas sous le régime militaire de Primo de Rivera. Pour obtenir la tant désirée unité des forces armées espagnoles, le dictateur mit en route deux grands chantiers, d’une part l’unification des critères d’ascension et d’autre part la création, ou le rétablissement, de l’Académie générale militaire, outil adéquat selon lui pour remédier à ce qu’il considérait comme le problème majeur de l’institution militaire,. Dès septembre 1924, Primo de Rivera, sous l’impulsion du roi, avait nommé une commission, qui remit en juin 1925 un projet de création de l’Académie générale militaire et des académies spécialisées. En février de la même année, à l’occasion d’une visite officielle à Saragosse, le roi s’était rendu au champ de manœuvres qui portait son nom, situé sur le mont San Gregorio, et dont il constata les excellentes possibilités tactiques.

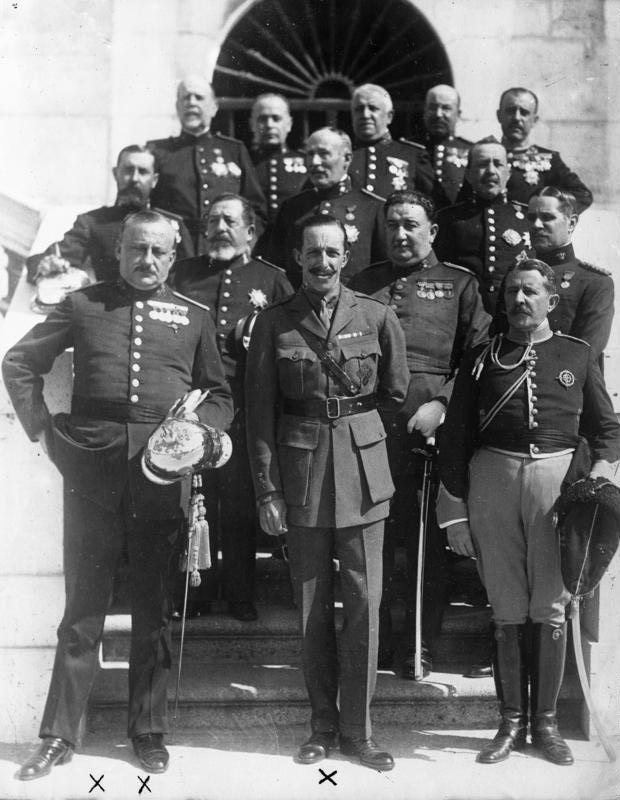
Primo de Rivera (à gauche, main sur la hanche ; instigateur de l’Académie générale de 1928) aux côtés du roi Alphonse XIII au centre.

Primo de Rivera estimait en effet que les revers subis au Maroc étaient dus en partie à une coordination défaillante et aux rivalités entre les différentes armes, consécutives, à ses yeux, à l’inexistence d’une académie commune où les officiers des cinq corps recevaient ensemble leur formation militaire. Il jugeait impératif, en plus de rehausser la formation, d’améliorer aussi les rapports entre les différentes académies spécialisées, alors au nombre de cinq : celle d’infanterie (es) à Tolède, d’artillerie à Ségovie, de cavalerie à Valladolid, du génie à Guadalajara, et d’intendance à Avila. Pour y parvenir, il avait songé dès le début de sa dictature à restaurer l’Académie générale de la deuxième période, qui avait de 1882 à 1893 dispensé une formation de base commune, certes complétée ensuite par une instruction technique spécialisée propre à chaque corps. À cet effet, il donna mission en 1924 de réaliser les études préliminaires,,,, et le lieutenant-colonel d’état-major Fermin Espallargas fut ensuite envoyé aux États-Unis en août 1925 pour y examiner les différents centres d’enseignement militaire de ce pays ; le mémoire qu’il publia à son retour fut pris en considération par les organisateurs de l’Académie générale, ainsi que les rapports rédigés par Millán-Astray après son séjour en France entre janvier et mars 1924 comme chargé de mission à l’école de Saint-Cyr et à l’école d’infanterie de Saint-Maixent,. La commission élabora un plan prévoyant le passage par l’Académie générale de tous les aspirants officiers, quelle que soit leur future arme ; au terme de deux ans, les élèves choisiraient l’académie spécialisée où poursuivre leur formation (infanterie, cavalerie, artillerie, intendance, génie). De la sorte, le corps des officiers parviendrait à une unité véritable, et grâce aux expériences et aux souvenirs communs, des liens de camaraderie se tisseraient entre les uns et les autres.
Le 20 février 1927 enfin fut promulgué le Décret royal réorganisant l’enseignement militaire et portant création de l’Académie générale militaire de la deuxième période. De l’intérêt que portait le dictateur à cette question témoigne le fait que la date du décret de création coïncidait jour pour jour avec celle créant en 1882 le même établissement de la première période, dont Primo de Rivera avait été élève et qu’il considérait comme un précurseur et comme le modèle à suivre. Dans son préambule, le décret fixait le système que le Directoire de Primo de Rivera jugeait le plus apte à l’enseignement militaire :
- Création de l’Académie générale militaire, dans laquelle s’inscriront, après participation libre à un examen d’entrée, les civils et soldats de troupe aspirant à suivre la pleine carrière militaire, et qui achèveront ensuite leur formation dans les académies spéciales de leur arme respective. Le rôle de l’Académie générale sera de dispenser la culture de base et surtout l’esprit militaire qui doit être commun à toutes les spécialités, tandis que dans les académies spéciales, l’enseignement devra s’orienter vers la maîtrise des savoirs techniques propres à chaque arme ;
- Création de l’École d’études supérieures militaires, où seront formés les cadres aptes à l’exercice de fonctions d’état-major et à diriger les industries militaires ou mobilisables, mais cela seulement après que le candidat aura pratiqué dans le rang pendant toute la durée du grade de lieutenant, puis au moins deux années comme capitaine[37].

Par Ordre royal du 14 mars 1927 furent nommées les Commissions d’organisation des nouveaux centres à créer, celle de l’Académie générale étant présidée par le général Francisco Franco. La mission de ladite Commission, qui s’installa temporairement au ministère de la Guerre et maintint un contact permanent, par le truchement du général Franco, avec le titulaire du département, consistait à donner forme aux dispositions du Décret royal portant création de l’Académie générale, à quelle fin Franco étudia l’organisation des différents établissements d’enseignement militaire d’Europe et d’Amérique et analysa la genèse et le fonctionnement des anciennes académies espagnoles.
Le Décret royal de février 1927 comprenait, outre le préambule, deux articles, dont le premier énonçait que l’enseignement professionnel et technique des officiers de l’armée allait être réorganisé en accord avec vingt principes de base, qui peuvent se synthétiser comme suit :
- Il sera créé, sur le site Alphonse XIII (Campo de Alfonso XIII) à Saragosse, l’Académie générale militaire à l’intention des aspirants officiers d’infanterie, de cavalerie, d’artillerie, du génie et d’intendance. Pourront y être inscrits, sur concours, les civils, les hommes de troupe, les membres du corps des officiers et les classes de réserve ;
- La mission de l’Académie générale militaire est d’éduquer, instruire et préparer moralement les futurs officiers, afin de leur donner l’esprit, la camaraderie, la mentalité, la dignité et l’austérité qu’exige la profession des armes dans toutes ses spécialités ;
- Aux candidats à l’entrée dans l’Académie générale militaire il sera exigé d’avoir plus de 17 ans et moins de 22 s’ils sont civils, ou moins de 25 dans les autres cas. Ils devront être détenteurs du baccalauréat élémentaire des civils, officiers et classes de réserve, tandis que les classes de troupe, si lesdits titres leur font défaut, devront se soumettre à un examen préalable de grammaire espagnole, d’histoire et de géographie ;
- Le concours d’entrée portera sur les matières suivantes : analyse grammaticale de l’espagnol, langues française, anglaise, italienne ou portugaise ; éléments de dessin topographique et panoramique ; arithmétique ; algèbre ; géométrie et trigonométrie rectiligne ;
- Les appels à inscription se feront à un rythme annuel ;
- Les examens d’entrée auront lieu à Saragosse et les jurys d’examen seront composés de professeurs de l’Académie générale militaire ;
- Le poste de directeur de l’Académie sera attribué à un général de brigade et ceux de directeur des études et de directeur du service intérieur chacun à un colonel. Les professeurs devront avoir le rang de lieutenant-colonel, de commandant et de capitaine, tandis que les auxiliaires  d’enseignement seront des lieutenants ;
- Le général directeur sera nommé par décret, et les deux colonels le seront en concertation avec le cabinet du roi et sur proposition du ministre de la Guerre. Les nominations des professeurs et auxiliaires se feront sur concours ;
- Avant six mois, à compter de la publication du décret, le ministère édictera une disposition qui établira : l’organisation d’ensemble, par arme et par corps, de l’Académie générale militaire ; le programme d’études (plan de estudios) ; un inventaire des armements, matériels et équipements assignés à l’établissement ; et le règlement du régime intérieur et des uniformes ;
- Les enseignements, exercices et travaux pratiques de l’Académie générale militaire seront dispensés pendant deux années scolaires de même durée que celles des Académies spéciales ;
- Au terme de la seconde année, les élèves choisiront l’Académie spéciale où ils souhaiteront continuer leurs études ;
- Tous les élèves de l’Académie générale seront obligatoirement internes et soumis à un régime essentiellement militaire ;
- Après s’être inscrits dans une Académie spéciale, les élèves auront encore trois années d’études à parcourir. Au terme de la première année de l’Académie spéciale, ils seront promus au grade d’enseigne-élève et ne seront plus tenus au régime d’internat ;
- Les Académies spéciales ont pour mission de prolonger et de perfectionner le travail de formation de l’Académie générale militaire, en plus de compléter, sur le plan théorique et pratique, le savoir tactique propre à l’arme ou au corps choisi ;
- Dans les Académies spéciales seront donnés aussi des cours pratiques dans les principales spécialités de l’arme ou du corps ;
- Les enseignes-élèves devront suivre des cours pratiques[39],[40].

#### Choix du directeur et du directeur des études

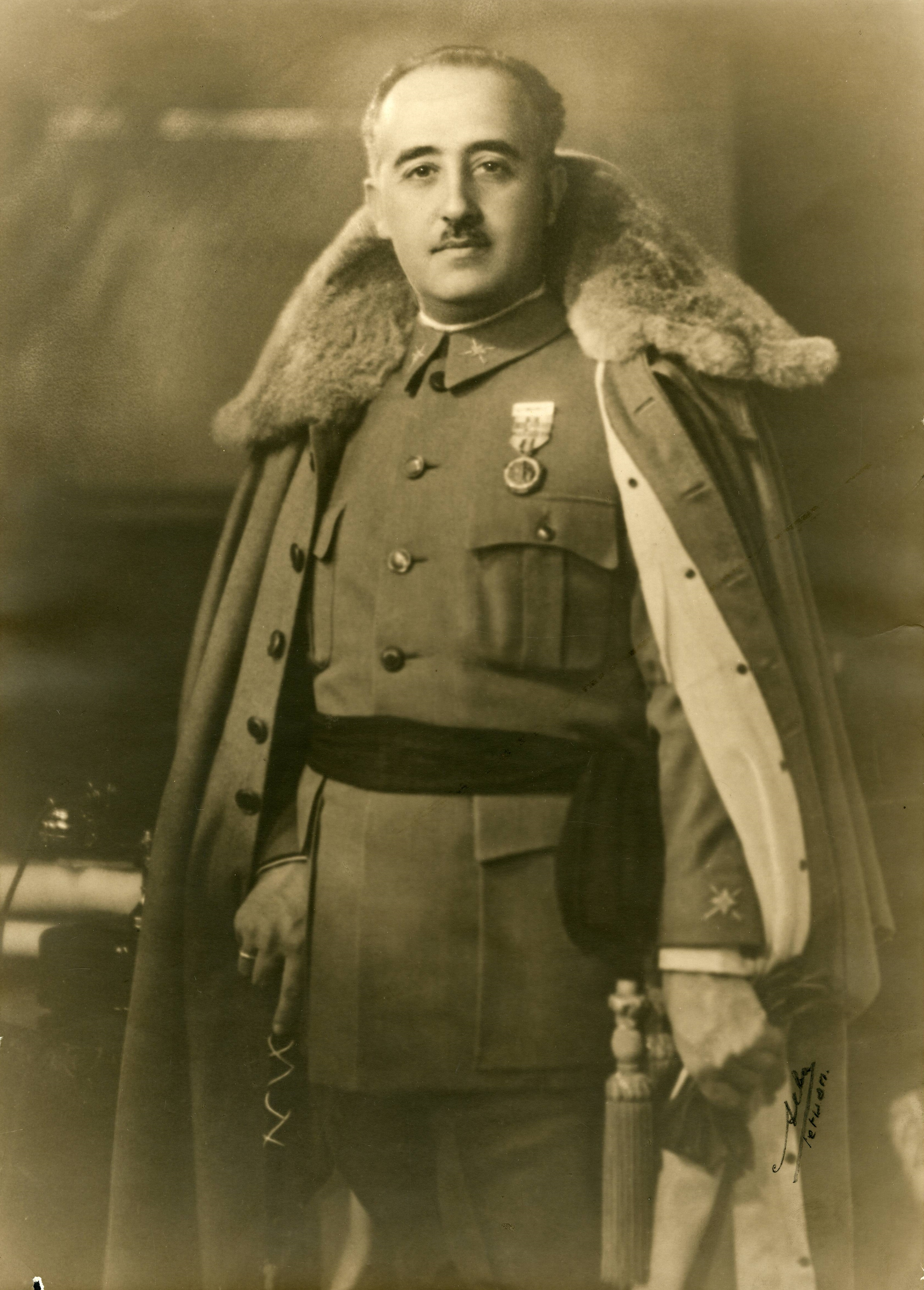
Le général Franco en 1930, alors directeur de l’Académie générale militaire de Saragosse.

Il semble qu’au moment de choisir le directeur du nouvel établissement, Primo de Rivera n’ait guère hésité : en effet, le général Franco, une fois dissipées les dissensions qui remontaient aux premiers temps du Directoire, représentait désormais pour Primo de Rivera l’un de ses soutiens les plus sûrs ; en plus de s’être toujours tenu à l’écart des querelles militaires, son attitude à la tête de la 1re brigade avait été l’un des facteurs considérés comme décisifs de l’échec de la conspiration de la Saint-Jean de juin 1926. Après le débarquement d'Al Hoceima en 1925, Primo de Rivera avait conçu une grande estime pour Franco, comme soldat de haut prestige, auréolé par son action lors des campagnes africaines, et comme cofondateur, aux côtés de Millán-Astray, de la Légion étrangère. Franco essaya de convaincre Primo de Rivera de ce que Millán-Astray était la personne toute désignée pour ce poste, mais, d’après De la Cierva, le dictateur répliqua : « Nul autant que moi n’admire Millán, mais mon candidat pour diriger l’Académie, c’est vous, Franco, et je vous avertis que vous êtes aussi le candidat du roi »,,,. Du reste, Millán-Astray était un personnage fort controversé dans les milieux militaires, et il est même probable que ce fut Millán-Astray lui-même qui finit par proposer le nom de Franco pour occuper la fonction de directeur. D’autres ont interprété la désignation de Franco comme « un geste de réconciliation avec les africanistes, obtenue au lendemain des opérations de l’été 1925 ».
Quant au poste de directeur des études (Jefe de Estudios), Franco, qui s’était retrouvé aux côtés de Miguel Campins en plusieurs occasions au long de sa carrière, avait considéré que celui-ci était la personne la plus qualifiée pour exercer cette fonction, et sut ainsi suppléer, en le choisissant, aux déficiences de son propre bagage culturel, étant donné que Franco ne possédait d’autres connaissances que celles acquises dans la guerre irrégulière du Maroc, à la tête de troupes mercenaires de Regulares ou de légionnaires. Campins était en outre titulaire d’un certificat en langue française (traduction, conversation et écriture) et pratiquait avec aisance l’anglais, compétences assez rares chez les chefs militaires espagnols du premier quart du XXe siècle. Quoiqu’africaniste comme Franco, Campins présentait quelques caractéristiques particulières faisant de lui un militaire notablement différent de Franco. Sa culture personnelle, sa mentalité, son système de valeurs, son positionnement politique et sa façon de concevoir la formation des officiers n’avaient rien de commun avec les idées de Franco.

#### Nomination du personnel enseignant
Si la désignation des professeurs se faisait de façon générale sur concours, il reste cependant que tant Franco que Primo de Rivera voulaient une Académie générale militaire qui réponde à des caractéristiques bien déterminées, qui soit le fidèle reflet de leurs idées, et qui se moule sur le modèle d’armée qu’ils avaient en vue pour les décennies suivantes. Dès lors, le corps professoral d’une telle institution ne pouvait pas se recruter dans les Corps facultatifs, qui s’affrontaient au dictateur, ou dans le corps des officiers métropolitains composé pour une bonne part de détracteurs de la guerre au Maroc et d’héritiers des anciens Comités de défense (Juntas de Defensa). Au contraire, les officiers, commandants et généraux trempés dans les campagnes d’Afrique présentaient toutes les qualités requises par la vision primorivériste et franquiste et une homogénéité d’idées. Franco procéda au choix des professeurs plus en considération de l’expérience au combat que du bagage intellectuel.
C’est donc le clan africaniste qui sera le vivier de prédilection où Franco ira — avec le consentement de Primo de Rivera — puiser le personnel enseignant de la nouvelle Académie, en choisissant ses plus proches collaborateurs parmi les commandants et officiers qu’il avait connus en Afrique. Ainsi que le souligne Ricardo de la Cierva, des 79 enseignants retenus par Franco, 34 appartenaient à l’arme d’infanterie et 11 avaient été légionnaires comme Franco. Outre Campins, le lieutenant-colonel Sueiro et les commandants Alonso Vega et Franco Salgado-Araújo (dit Pacón), cousin de Franco, formaient le véritable centre de gravité de l’Académie ; à la commune appartenance à l’infanterie s’ajoutaient pour Alonso Vega le fait d’être de la même promotion que Franco, tandis que Sueiro et Pacón étaient de la suivante, et pour chacun la qualité de légionnaire ainsi que le séjour commun de tous les quatre dans le régiment du Prince à Oviedo en 1918, en plus d’une commune origine galicienne,,. Seul Campins, quand même Franco sut tirer parti de ses qualités comme directeur des études, apparaît n’avoir jamais appartenu au groupe restreint des intimes du général Franco.
En juillet 1928 eurent lieu les examens d’entrée de la première année académique, avec le général Franco comme président du jury d’examen. Les cadets reçus étaient ensuite présentés individuellement à la Vierge du Pilier, puis, dans la basilique homonyme, était entonnée une Salve Regina, à laquelle assistaient le directeur ainsi que toutes les autorités civiles et militaires de Saragosse.

#### Normes pédagogiques et programme d’études

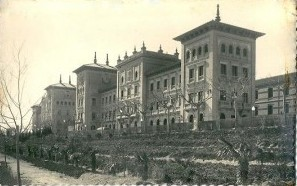
L'Académie militaire de Saragosse sur une photo ancienne.

Franco s’installa à Saragosse dès décembre 1927 et suivit de près les travaux de construction de l’Académie, intervenant çà et là pour faire prévaloir ses points de vue, imposant notamment les chambrées à trois, de façon à éviter, selon ses termes, « les mariages », et obtenant que chaque cadet dispose de 12 m2 d’espace de logement. Franco mit en place un mode de formation intégral conjuguant les aspects techniques, physiques et moraux, associant l’apprentissage des armes et la formation civique et morale, pendant qu’il revenait au directeur des études Campins de définir le cadre pédagogique propre à permettre le développement de ce type d’enseignement,. Le ratio d’un professeur pour quinze élèves permit l’émergence de relations réelles entre maîtres et élèves. Les bizutages, dont Franco avait tant eu à souffrir lors de son séjour à l’Académie de Tolède, furent interdits sous peine de sanctions sévères,,,. En lieu et place, il institua un système de tutorat, où chaque nouvel élève se voyait assigner un parrain choisi parmi les anciens, qui lui servait de tuteur pour le guider et le protéger et qui occupait, dans les dortoirs, le lit d’à côté,.
La vision pédagogique de Campins pourrait se résumer comme suit : « éducation en premier lieu, instruction en second lieu ». Campins préconise l’adoption du modèle universitaire anglais, c’est-à-dire d'un modèle éducatif tendant à la formation intégrale de l’élève. Dans son ouvrage inédit sur l’Académie, il note :

« En résumé, il est nécessaire, dans un centre de cette nature [militaire], de ne pas enseigner une science, ni une technique déjà accomplie, comme dans les universités et écoles de type français et espagnol ; ni davantage d’effectuer des recherches dans cette science, ni dans cette technique, comme dans celles de type allemand ; mais d’aller vers le type anglais d’université ou de collège, qui s’est tant implanté en Amérique et qui est celui qui s’approche le plus de l’essence et de ce dont on a besoin dans la carrière militaire. »

En somme, Campins souhaite le remplacement de l’enseignement d’instruction, dépassé et peu adapté aux nécessités militaires du moment, par un enseignement d’éducation. À cet effet, il s’adosse aux conceptions de l'intellectuel libéral Francisco Giner de los Ríos, exposées dans l’ouvrage Pedagogía Universitaria, dont Campins approuve les orientations générales et qu’il désire mettre en œuvre à l’Académie de Saragosse. Campins ne cessera de s’appuyer sur les concepts fondamentaux de Giner, dont il était un admirateur, pour élaborer sa propre théorie sur ce que doit être l’enseignement militaire et sur ce vers quoi il doit tendre, à savoir : un enseignement défini par Giner comme une « fonction vivante, personnelle et flexible ; sinon, on peut s’en passer »,. D’autre part, plusieurs idées du capitaine Joaquín Fanjul ont été reprises par Campins là où cet auteur traite de la formation militaire en général et là où il recensait en particulier les qualités que devait réunir un aspirant officier. Par son livre, Fanjul s’était imposé peu à peu comme le parangon de l’officier éducateur, façonneur d’hommes, qui par sa propre figure et sa parole avait réussi à poser un exemple de bon soldat et de bon citoyen, bien entraîné physiquement, bien instruit, attentif au monde qui l’entoure, éduqué dans une éthique de l’honneur, du sacrifice et de la solidarité, et qui répondait à la perfection aux caractéristiques mises en avant par Campins dans son ouvrage. Un dernier livre qui servit à Campins de source d’inspiration est El Ejército y la Política (littér. l’Armée et le Pouvoir) du comte de Romanones, paru en 1920, qui, en plus de se pencher sur les questions liées à l’organisation et au budget militaires, s’attarde sur des questions telles que la carrière militaire, la vocation, le professorat, les programmes d’études etc., avec une vision d’ensemble — judicieuse aux yeux de Campins — de ce que devrait être l’enseignement militaire.

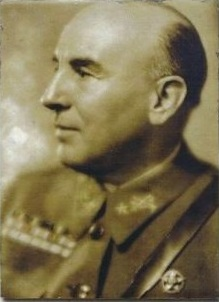
Miguel Campins, directeur des études et concepteur des programmes de cours.

Campins considérait comme une grave erreur que de croire, comme on l’avait fait jusque-là, que la détention d’une aptitude aux mathématiques irait nécessairement de pair avec une aptitude à la carrière des armes, point de vue erroné selon lui, attendu que le futur officier « a besoin par-dessus tout de vocation, d’esprit militaire ou professionnel », sans oublier qu’il doit posséder d’autres connaissances aussi, non moins, sinon plus importantes que les mathématiques, comme l’histoire, la géographie, le droit, la pédagogie ou la sociologie, selon lui indispensables à une formation idoine de l’officier moderne. Certes Campins ne dédaignait pas les mathématiques, dont il reconnaissait toute la valeur, mais critiquait la place hégémonique qu’elles occupaient dans l’instruction militaire espagnole, et qui pourrait selon lui être à l’origine, directement ou indirectement, de l’échec de nombre de carrières militaires, trop centrées dès le départ sur l’acquisition d’un bon niveau en mathématiques, ce qui avec le temps se révélait être nettement insuffisant pour exercer la carrière des armes avec idéalisme et professionnalisme. Il attachait une importance spéciale à l’étude de l’histoire militaire de l’Espagne, voulant en finir avec la traditionnelle tendance à magnifier la portée des événements et campagnes étrangers. Ses critiques portaient sur les carences et surtout sur l’inertie d’un système d’enseignement militaire qui vers la fin du premier trimestre du XXe siècle, souffrait encore des mêmes défauts que ceux déjà mis en évidence par les essayistes militaires dès la fin du siècle antérieur.
Selon Campins, le but de l’Académie générale de Saragosse devait être de 

« faire des hommes au plein sens du terme, aptes à servir pour commander et pour résoudre les multiples problèmes et cas difficiles qui sont appelés à se présenter lors d’une guerre. [...] Ce dont il s’agit dans un Centre comme celui-ci, c’est non seulement d’enseigner, mais aussi de former et de renforcer un caractère, ce qui ne peut s’enseigner en classe ou depuis une chaire, ni avec des livres ; cela, le caractère, est le produit des qualités innées en l’individu et d’une éducation très délicate et habilement menée. Et de cela, c’est la volonté, indispensable pour le commandement, qui en constitue la principale caractéristique, à telle enseigne que beaucoup la confondent avec ledit caractère. Il y a lieu de ne pas l’annuler dans un Centre de cette nature, mais au contraire de la cultiver et de la stimuler, de sorte que celle de tous les jeunes gens en formation se mette au service du haut intérêt commun auquel notre profession est dévouée. »

Plus avant dans le livre, Campins se réfère à nouveau à ces mêmes idées pour définir les qualités qu’un officier doit posséder :

« Pour être un officier, il faut être homme, être soldat, qui est un concept plus étroit que le précédent, et être gentilhomme, qui l’est davantage encore. Et ensuite, comme complément de ces conditions indispensables, il lui en faut d’autres, telles que les dons de commandement et une grande culture générale, qui lui permette de posséder tout l’ensemble de connaissances que la guerre d’aujourd’hui exige en vue du commandement de troupes. »

Invoquant de nouveau Pedagogía Universitaria de Giner de los Ríos, Campins prend appui sur quelques-unes des idées qui ressortent d’une étude comparative menée par Giner sur les différents systèmes éducatifs. Dans le plan d’études de Campins domine l’idée primordiale de rendre les enseignements éminemment pratiques, et de faire en sorte que ce qui est enseigné soit — selon ses propres termes — « général, primordial et fondamental dans la profession militaire ». Le système basé sur la mémorisation est rejeté, et cède la place à un système où le cadet apprend à discourir, à comparer, à mesurer, à prendre conscience de ce qu’il voit et de ce qui se fait. Campins plaidait pour la disparition, nécessaire selon lui, des « pernicieux » manuels et du système traditionnel d’évaluation de l’état de préparation et des connaissances de l’élève ; se reposant une nouvelle fois sur Giner de los Ríos et sa Pedagogía universitaria, Campins condamne l’usage des manuels, qui « s’est transformé en un véritable abus qui déshonore le haut sacerdoce de l’enseignement, le pervertissant en une lucrative industrie pour quelques-uns et en une commodité pour beaucoup »,. Franco interdit les manuels officiels et exigea que les enseignants et instructeurs s’en remettent à leur expérience et aux exercices pratiques ; au lieu de manuels, les professeurs et élèves avaient à se guider sur un ensemble de directives, fixées par Campins et dont la mise en œuvre était surveillée par lui, et au moyen desquelles le directeur des études s’employait à supprimer tout ce qui était accessoire dans l’enseignement des différentes matières, pour se concentrer sur les aspects concrets de celles-ci, qui devaient par ailleurs toujours garder un rapport étroit avec la formation militaire de l’élève et être en résonance avec la philosophie que l’établissement voulait transmettre. Comme norme générale, Campins s’en tenait à la nécessité pour les futurs officiers de connaître au moins l’essentiel des matières enseignées ; l’objectif de l’Académie n’était pas que le cadet connaisse et comprenne la totalité de la science militaire, mais qu’il puisse s’initier à elle. Une attention particulière était accordée au maniement des armes, mais, alors que les armées les plus modernes d’Europe centraient leur formation sur le développement des chars et des blindés, Franco inclinait vers la cavalerie, dont il supervisait lui-même les exercices.
Par ailleurs, des objectifs politiques n’étaient pas absents dans cette formation : étaient ainsi prévues, à l’intention des aspirants officiers, quelques bonnes lectures, dont la revue de l’Entente internationale anticommuniste, à laquelle l’Académie était abonnée, et dont Franco était un fidèle lecteur.
Quant au système d’évaluation des élèves, c’est encore Giner de los Ríos qui donne le ton, quand celui-ci, face aux apologistes de l’examen, affirme que « tout autre moyen serait préférable : la publication de livres, de travaux, de résumés et de rapports sur le travail réalisé dans chaque cours ; ou l’inspection. Tout vaudrait mieux et aurait plus d’exactitude ». Dans l’Académie, c’est cette dernière option qui fut adoptée, savoir : inspection et correction constantes, récompense aux travaux méritoires, de sorte que la plupart des cadets ne passaient pas d’examen. Seuls y étaient contraints, en guise de caution, ceux qui, ayant été médiocrement ou mal côtés durant le cours, étaient à la fin emmenés devant un jury d’examen,,.
Campins était partisan de soumettre tous les cadets à un strict régime d’internat — régime absolu n’admettant d’exception d’aucune sorte —, qu’il estimait indispensable dans un établissement destiné à la formation d’officiers,, et de supprimer tout type de permission et de limiter les vacances à la durée strictement réglementaire, à l’effet de prévenir que les futurs officiers ne s’abandonnent à la pratique de nombre de hauts commandants et officiers d’élire domicile en des endroits différents de celui de leur affectation officielle.
Un autre pilier du régime éducatif de Saragosse était le travail intensif auquel les cadets étaient soumis. L’emploi du temps quotidien se présentait comme suit :
- 1 heure d’exercice physique (gymnastique ou équitation).
- Petit déjeuner.
- 1 heure réduite (50 min) de cours théorique, ou interrogation par le professeur.
- 1,40 heures de classes pratiques (appareils, dessin, armes, ateliers ou exercices écrits).
- 1 heure réduite (50 min) d’un autre cours théorique, ou interrogation.
- Repas de midi.
- 3 heures d’instruction tactique ou tir.
- Repos.
- 2,30 heures d’étude ou récapitulatif.
- Dîner[87],[88].

Les matières prévues dans le programme d’études étaient structurées en six groupes de cours théorico-pratiques et en six groupes d’instruction militaire. Les premiers comprenaient les cours de : Tactique et armement, Organisation et éducation militaires, Mathématiques et topographie, Géographie et histoire militaires, Sciences appliquées (physique, chimie, automobilisme, aéronautique, poudres à canon, explosifs, gaz de combat) , Physiologie et hygiène, et Langues étrangères ; les seconds comportaient les cours de : Instruction tactique, Pratiques de tir, Éducation physique, Équitation, Organisation du terrain et service de liaison, et Exercices et pratiques d’ensemble.
Quant aux critères d’accès à la carrière militaire, Campins proposait d’instaurer une limite d’âge minimal assez élevée et d’exiger des connaissances préalables équivalant au baccalauréat élémentaire ainsi qu’une aptitude physique adéquate ; il préconisait d’imposer, pour que l’admission dans l’Académie soit définitive, la réussite d’épreuves de grammaire, de langue étrangère, de dessin topographique et panoramique, d’arithmétique, d’algèbre, de géométrie et de trigonométrie rectiligne,. Outre cet examen d’entrée assez ardu, Franco avait imposé l’anonymat des copies, les seules dérogations s’appliquant aux fils de militaires morts au combat. Sur les 785 candidats à l’admission, 215 seulement furent reçus lors de la première promotion,.

#### Formation physique
Les cadets furent endurcis par des marches prolongées dans les montagnes d’Aragon, quelle que soit la météo, rompus aux exercices physiques, et soumis à une discipline sévère. Ainsi le sport revêtait-il une importance accrue, consistant notamment — en plus des sports d’équipe et des disciplines olympiques — en de longs périples en montagne et à skis, que souvent Franco dirigeait lui-même. Le chef sanitaire exerçait une vigilance constante, faisant mesurer périodiquement le poids et le tour de poitrine des cadets. Ceux-ci étaient notés selon leurs prestations physiques et classés en différents groupes afin d’apprécier leur évolution.
Campins note dans son ouvrage inédit :

« C’est une croyance erronée et très répandue que celle que la pratique de l’éducation physique est antinomique de l’autre, celle intellectuelle, mais rien n’est plus éloigné de la vérité, car à l’Académie générale militaire, on constate que les classés ‘très forts’ [en éducation physique] sont ceux que obtiennent la plus grande proportion de bonnes notes pour les exercices et pour les cours théorico-pratiques, et ceux cotés comme ‘suffisants’ les moins bonnes ; ce qui prouve le parfait équilibre qui existe entre le soin apporté au corps et le développement de l’intelligence. »

#### Formation morale et civique: le Décalogue du cadet
À propos du fameux Décalogue du cadet, la plupart des biographes de Franco en ont attribué la paternité à ce dernier, qui l’aurait personnellement rédigé en s’inspirant de son expérience dans la Légion. Cependant, Campins ne mentionne pas Franco comme leur auteur — si tel eût été le cas, il en aurait à coup sûr fait état dans son ouvrage —, et des écrits de Campins il peut être inféré que c’est au corps professoral de l’Académie qu’il convient d’attribuer la responsabilité collective de l’élaboration des dix articles concernés. Le Décalogue, loin de se fonder sur le Crédo légionnaire, s’inspirait des Ordonnances militaires, desquelles, aux dires de Campins, furent extraits les dix articles qui leur paraissaient les plus essentiels,. Quoi qu'il en soit, le Décalogue, qui était distribué aux jeunes aspirants officiers, en même temps que leur uniforme, au moment de leur arrivée à l’Académie, dénote l’adhésion de Franco à un esprit fait d’obéissance absolue à la patrie, laquelle passe avant le souverain. Il s’agissait d’étendre, dans la discipline et le sacrifice, l’esprit de corps à toute l’armée. Ces dix commandements, qui insistent sur l’amour de la patrie, la discipline, le sens de la collectivité, les qualités morales, le courage et l’abnégation, bien plus que sur les compétences techniques, s’énoncent comme suit :

« 1) Ressentir un grand amour pour la Patrie et garder fidélité au roi, et en faire preuve dans tous les actes de votre vie. (Article basé sur le serment au drapeau.)
 
2) Avoir un grand esprit militaire, se reflétant dans votre vocation et discipline. (Appuyé sur les articles 21 et 24 du Code du soldat.)
 
3) Unir à votre esprit chevaleresque le souci de votre réputation. (Basé sur l’article 2 du Code de l’enseigne.)
 
4) Être un fidèle exécutant de vos devoirs et être exact dans le service. (Basé sur l’article 12 des Ordres généraux pour officiers.)
 
5) Ne jamais calomnier, ni tolérer qu’on calomnie. (Basé sur l’article 1 des Ordres généraux pour officiers.)
 
6) Vous faire aimer de vos subalternes et désirer par vos supérieurs. (Basé sur l’article 5 du Code du caporal.)
 
7) Vous porter volontaire pour tout sacrifice, en demandant et désirant toujours être mis à contribution dans les occasions du plus haut risque et de la plus grande exigence. (Fondé sur l’article 3 des Ordres généraux pour officiers.)

8) Éprouver une noble camaraderie, en vous sacrifiant pour le camarade et vous réjouissant de ses succès, de ses récompenses et progrès.
 
9) Avoir le goût de la responsabilité et de la décision dans la recherche de solutions. (Basé sur l’article 9 des Ordres généraux pour officiers.)

10) Avoir du courage et de l’abnégation. (Fondé sur l’article 5 du Code du soldat et sur l’article 21 des Ordres généraux pour officiers.),, »

N. B. : Après l’instauration de la république, « fidélité au roi » fut remplacé par « loyauté au gouvernement légalement constitué ».)
On remarque que la religion ne figure pas dans le Décalogue.

#### Fin de la dictature primorivériste et dictature de Dámaso Berenguer
Malgré les péripéties politiques de l’époque, la vie académique se poursuivait imperturbable à Saragosse, où la première promotion de cette deuxième période de l’Académie générale militaire acheva ses études le 15 juillet 1930. Peu avant, le 5 juin, le roi et Berenguer avaient assisté à la  prestation de serment au drapeau de ladite promotion, ce qui atteste l’appui institutionnel dont jouissait l’Académie. Berenguer, qui appréciait Franco autant que le faisait Primo de Rivera, affermit le statut de l’Académie, qui resta entièrement en dehors des changements opérés à ce moment dans tous les autres domaines de la politique militaire,.
Le Comité républicain, qui réunissait les membres des factions anti-monarchistes, avait projeté un coup d’État en faveur de la république pour le 15 décembre 1930. Cependant, l’un d’eux, le capitaine Fermín Galán, devança le plan, décrétant la loi martiale à Jaca dès le 12 décembre ; il mit ses supérieurs en détention et à la tête d’une colonne de 800 hommes fit mouvement sur Huesca,. Ces événements furent vécus à l’Académie générale militaire non sans une certaine inquiétude, compte tenu que Saragosse était la destination finale des insurgés. Dans l’après-midi du 12, Franco fut informé de la situation et, soit qu’il ait suivi en cela les instructions de ses supérieurs, soit de sa propre initiative,, déploya ses cadets comme force d’interposition sur la route de Huesca, sous le commandement direct du colonel Campins. Le coup d’État ayant avorté, les cadets n’eurent pas à intervenir, mais le geste de net soutien au gouvernement et au roi valut des félicitations collectives aux unités de la 5e région militaire. L’Académie s’était ainsi maintenue en dehors des passions politiques et demeurée loyale à l’institution monarchique et au gouvernement en place. Franco aussi bien que Campins participeront plusieurs mois plus tard, sous le gouvernement Aznar, aux procès intentés devant le conseil de guerre contre les insurgés de Jaca, Campins y figurant comme procureur et Franco comme membre du jury.
En mars 1931, l’Académie reçut la visite d’une délégation française, composée du général Chevineau (directeur de École supérieure du génie militaire), du colonel Frère (directeur de l’école des chars d’assaut), du colonel Condanne (directeur de l’école d’artillerie de Versailles), et du commandant Couquet, rattaché à l’état-major. Ils assistèrent sur le champ de manœuvres à un exercice de tir d’artillerie à munitions réelles, à un exercice d’infanterie et de cavalerie, et à un exercice du génie, dont ils furent vivement impressionnés.

#### Deuxième République et fermeture de l’Académie
Le 17 avril 1931, peu après la proclamation de la Deuxième République, le capitaine général de la Région militaire, ayant refusé de hisser la bannière républicaine, fut sur-le-champ relevé de ses fonctions, et son suppléant dut faire parvenir à Franco un ordre écrit pour que celui-ci consente le 21 mai à remplacer le drapeau bicolore par le nouveau pavillon républicain,. Le 25 avril, onze jours après l’instauration de la république, l’Académie générale militaire prêta le serment de fidélité à la république ; le décret exigeant ce serment, promulgué le 23, se dénommait « de soumission », attendu que Manuel Azaña, nouveau ministre de la Guerre dans le gouvernement provisoire, désirait que chaque militaire manifeste individuellement et publiquement son allégeance au nouveau régime, quoiqu’en des termes strictement professionnels, non idéologiques. Franco et Campins, à l’image de la quasi-totalité de l’armée, ne verront pas d’inconvénient à poursuivre leurs respectives carrières militaires sous la république,

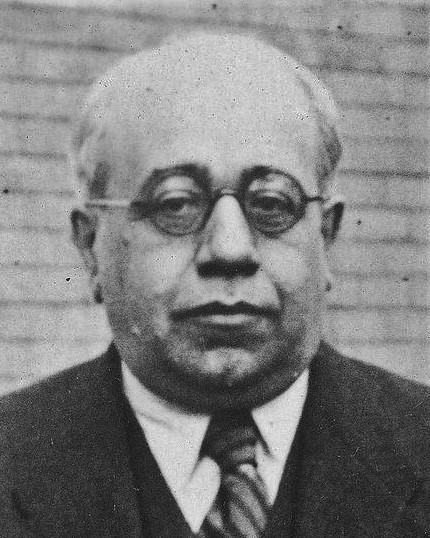
Manuel Azaña, ministre de la Guerre de la république nouvellement proclamée, supprima l’Académie de Saragosse, en raison de l’esprit militaire, trop rigide et contraire à l’idéal républicain, qu’on y inculquait aux cadets.

Le 26 juin 1931, et augurant déjà de la suite, un ordre ministériel annula la convocation à la prochaine rentrée des classes de l’Académie générale, sous le prétexte que parmi les futurs officiers devaient aussi figurer des candidats provenant de la troupe,. Le subséquent décret de dissolution de l’Académie, en date du 30 juin 1931, sans doute l’une des mesures les plus rudes d’Azaña, prit de surprise tout le monde, en particulier ceux concernés directement, à savoir Franco, Campins, le corps professoral et les cadets. Les raisons invoquées par Azaña dans le texte officiel dudit décret peuvent se résumer en deux points : la nullité du décret portant création de l’Académie pris sous la dictature de Primo de Rivera (et en général de toute l’œuvre législative de la dictature primorivériste, produite arbitrairement et en dehors du Parlement) et le caractère disproportionné de l’Académie générale,. Ce qui désormais avait valeur légale était la loi Cierva de 1918, laquelle avait instauré le système des académies militaires séparées ; si certes Azaña se plaisait à s’autoriser de cette loi, il y eut incontestablement d’autres motifs de nature politique à la fermeture de l’établissement, dont en particulier le fait que l’Académie générale était, selon les termes de l’historien Payne, « comme l’ennemie de la nouvelle armée républicaine, attendu que la plupart de ses professeurs étaient des africanistes et partisans d’inculquer aux cadets un rigide esprit militaire »,,,. Azaña doutait de l’efficacité du type d’instruction dispensé à l’Académie, et brandissait aussi l’argument budgétaire, infaillible en pleine crise économique, en fustigeant le coût excessif de l'établissement, d’autant que l'on s’efforçait partout ailleurs de réduire les dépenses militaires. Ont pu un jouer un rôle également dans cette décision la réticence de Franco à hisser le drapeau républicain au lendemain du changement de régime, ainsi qu’un possible désir de vengeance chez les artilleurs officiant dans le « cabinet militaire » du nouveau ministre, compte tenu de l’ancienne hostilité manifestée par Franco et Campins (et par tous les africanistes de façon générale) aux projets professionnels soutenus par les artilleurs et les ingénieurs,. La même disposition gouvernementale prévoyait en même temps la substitution de l’Académie générale militaire par deux autres académies semi-générales à Tolède et à Ségovie. Les officiers les plus conservateurs, anti-républicains, interprétaient la fermeture de l’Académie comme un coup porté à l’esprit de corps de l’armée, vu que l’Académie de Saragosse était le seul établissement où les militaires de tous les armes et corps étudiaient ensemble.
Lors de la cérémonie de clôture de l’Académie le 14 juillet 1931 à Saragosse, où ne fut arboré aucun drapeau, Franco s’adressa une ultime fois aux cadets diplômés et prononça son discours d’adieu resté fameux, pétri de rancœur et d’émotion, mais discipliné, où il exprima publiquement son mécontentement et se positionna ouvertement contre la réforme d’Azaña, mais insistant sur l’importance de maintenir coûte que coûte la discipline, y compris et surtout quand la pensée et le cœur entrent en contradiction avec les ordres reçus d’une « autorité supérieure plongée dans l’erreur ». Il insinua que « l’immoralité et l’injustice » caractérisaient les officiers qui servaient désormais au ministère de la Guerre, et conclut par un « Vive l’Espagne », au lieu du « Vive la république ! » prescrit,,,.
Cette alocution vaudra à Franco, sur demande expresse du ministre de la Guerre Azaña, une réprimande et une note défavorable sur sa feuille de service. Les édifices de l’Académie furent ensuite remis à l’autorité militaire de la 5e division organique.
Franco et Campins, tous deux fort chagrinés par la fermeture de l’Académie de Saragosse, restèrent dans l’établissement jusqu’à la mi-août, moment où ils remirent les clefs des édifices de l’Académie à l’autorité militaire de la 5e division organique. Le 22 août, Campins se présenta finalement à Gérone pour y assumer le commandement de son unité. La vie de garnison à Gérone était tranquille, et hormis quelques courtes périodes de manœuvres, et les quatre fois où il fut amené à suppléer le général en chef de son unité, Campins disposait de temps pour se vouer à écrire ses souvenirs de l’Académie et d’en exposer les « normes pédagogiques ». Après avoir conclu ce travail, que Campins avait l’intention de publier, il rédigea un intéressant prologue où il défendait les acquis de l’institution et ses professeurs. Si incohérents juridiquement et délétères militairement qu’aient pu lui paraître les fondements du décret de dissolution de l’Académie, Campins n’eut garde, pour raisons de discipline militaire, de les mettre en cause dans son ouvrage, mais insistait sur le haut coût économique, et aussi humain (par l’effort déployé par le corps professoral), qu’avait représenté, en pure perte, la création de l’établissement,. Dans le même temps, Campins se désolait de l’incompréhension de nombreux membres de l’armée espagnole qui — au contraire des observateurs étrangers, qui eux, écrit-il, connaissaient et admiraient l’Académie — méconnaissaient celle-ci, voire s’autorisaient à lui imputer des tendances, y compris politiques, qu’elle n’eut jamais,.
Pendant la Guerre civile, les installations abandonnées de l’Académie générale militaire seront utilisées par les insurgés comme camp de concentration, appelé camp San Gregorio, qui fonctionna au moins de décembre 1936 à février 1939, au-delà de sa capacité normale d’accueil maximum de 2 000 prisonniers. Franco restaura l’établissement après la fin de la Guerre civile.

#### Bilan et jugements
Dans son compte rendu du décret de fermeture de l’Académie, le quotidien Heraldo de Aragón, pourtant libéral et républicain, adopta  une attitude assez critique, taxant d’initiative purement personnelle (« personalista ») la décision d’Azaña et chantant les louanges de l’institution, que le journal qualifiait de « modèle qui fait honneur à l’Espagne et à l’armée ».
André Maginot, venu visiter l’établissement en sa qualité de ministre de la Guerre en octobre 1930, se dit agréablement surpris par l’état de préparation des cadets, par le programme d’études et par l’excellence des équipements. Le même Heraldo de Aragón se fendit d’un reportage circonstancié de la visite de Maginot et publia les déclarations de celui-ci sur l’Académie : « Sa Majesté le roi m’avait parlé de votre académie militaire, et je lui avais promis de la visiter et de lui dire mes impressions à son propos. Je ne manquerai de lui télégraphier ce soir pour lui exprimer ma totale admiration et lui dire sans exagération aucune que votre organisation est parfaite, et que parmi toutes les écoles militaires d’Europe, la vôtre est sans nul doute la plus moderne »,. Ce jugement était suivi d’un éloge de Franco.
Emilio Mola émit sur l’Académie de Saragosse l’opinion suivante :

« L’Académie générale de Saragosse était l’école militaire la mieux conçue que nous ayons eue ; je me risquerais presque à dire qu’il n’existe en Espagne aucun centre d’enseignement officiel qui puisse s’y comparer en organisation technique, ni en perfection pédagogique... Le général Franco et le colonel Campins, animateurs dudit établissement — lequel devra revenir si on veut quelque jour avoir une armée —, en finirent avec l’indiscipline qui déjà s’infiltrait dans les collèges spéciaux ; avec le dédain que les élèves de certaines académies éprouvaient envers d’autres ; avec les élèves malingres, chevelus et affligés de séquelles physiologiques ; avec le scandaleux négoce des manuels scolaires ; [...] avec les disciplines dénuées d’application pratique dans la carrière ; avec les heures d’étude interminables […]. L’Académie générale militaire suscita l’admiration de chaque professionnel étranger qui la visita. Pour avoir été une réussite du Dictateur [Primo de Rivera], elle fut condamnée à mort par M. Azaña. »

Certes, on peut douter que la formation théorique et tactique ait été, malgré tous les efforts de Campins, à la hauteur de la préparation physique et mentale, cependant c’est dans une large mesure grâce à Campins que la qualité de la formation donnée à Saragosse fut sensiblement supérieure à celle des académies précédentes.
Il est notable que 95 % des cadets ayant étudié à Saragosse dans l’une des trois promotions appuieront l’insurrection nationaliste de juillet 1936,,,.

### Troisième période (depuis 1940)
La Guerre civile terminée, et à l’occasion de la réorganisation des études militaires en Espagne, l’Académie générale militaire fut rouverte par décret du 27 septembre 1940 sous le mandat du ministre des Armées d’alors, le lieutenant-général José Enrique Varela. Pour héberger l’Académie restaurée, on choisit les bâtiments érigés à Saragosse pendant la deuxième période aux environs du champ de manœuvres San Gregorio, et le général Francisco Hidalgo de Cisneros y Manso de Zúñiga en fut désigné premier directeur. En 1942, l’établissement accueillait les 170 élèves de la première promotion de cette troisième période. Juan Carlos Ier, élève de la 14e promotion, entre 1955 et 1957, et le roi Philippe VI, élève de la 44e promotion, entre 1985 et 1986, ont figuré parmi les cadets de cette période.
L’Académie générale militaire accueille les élèves (cadets et cadettes) aspirant à devenir les futurs officiers de l’armée de terre, à l'égal de l’École navale militaire à Marín, dans la province de Pontevedra, et de l’Académie générale de l’air à San Javier, dans la région de Murcie.
Jusqu’au terme du cursus 2011/2012, c’est dans cet établissement que les cadets-gentilshommes et cadettes-dames (caballeros y damas cadetes) et les cadets-gentilshommes enseignes (grade atteint au terme de la troisième année à l’Académie) se retrouvent tous ensemble pendant leurs premières années dans l’armée, pour se diriger par la suite, après la 4e année — ou de la 2e, dans le cas des cadets aspirant à devenir officier de la Garde civile — dans les Académies de spécialisation respectives, à savoir :
- l’Académie d’artillerie de Ségovie
- l’Académie de cavalerie de Valladolid
- l’Académie d’infanterie de Tolède
- l’Académie d’ingénieurs et transmissions d’Hoyo de Manzanares
- l’Académie générale militaire de Saragosse (formation à l’intendance)
- l’Académie de la Garde civile à Aranjuez.

## Signes distinctifs des élèves de l’Académie générale militaire
Teintes de rigueur de l’uniforme réglementaire : vert pour la veste, rouge cramoisi pour la chemise, et gris pour la tenue de garnison.
| Espagne                                              |                                               |                                      |                                           |  |  |  |  |  |  |
| Gentilhomme (dame) enseigne cadet 3e, 4e et 5e année | Gentilhomme (dame) cadet de 3e année 3e année | Gentilhomme (dame) cadet de 2e année | Cadet (dame) cadet de 1re année 1re année |  |  |  |  |  |  |
|                                                      |                                               |                                      |                                           |  |  |  |  |  |  |

|  |  |  |

## Coiffures
Les mêmes modèles se portent tout au long du cursus de formation à l’Académie ; ensuite, une fois atteints les grades de lieutenant et de capitaine, la couleur du béret change en vert kaki.
| Képi | Béret | Casquette de montagne | Bonnet de garnison |
| ---- | ----- | --------------------- | ------------------ |
|      |       |                       |                    |

## Édifices

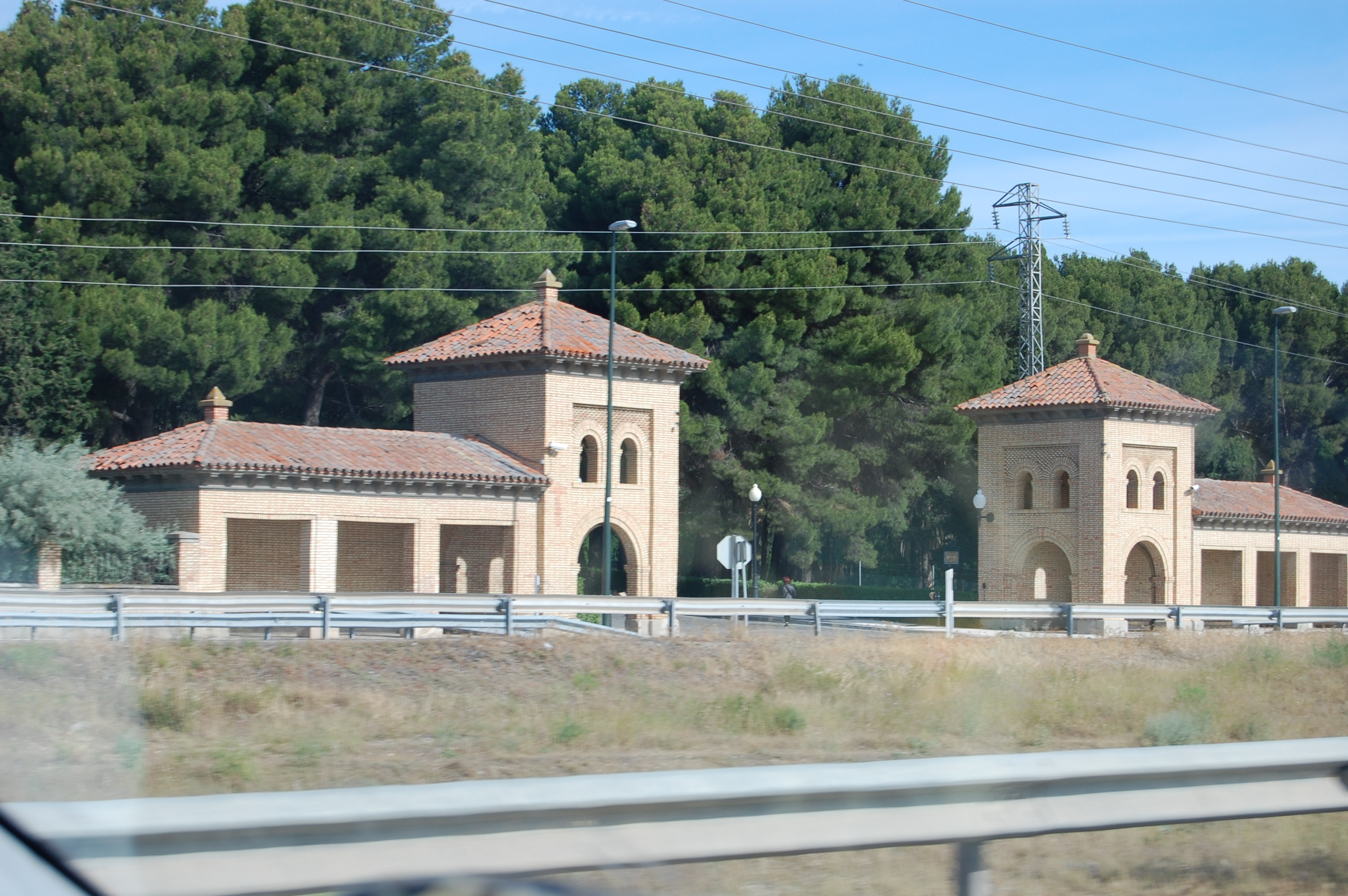
Entrée principale de l’Académie de Saragosse, de style néomudéjar, donnant sur la route de Huesca.

L’Académie générale militaire a son siège à Saragosse, dans un ensemble de bâtiments situé à la sortie de la ville, sur la route de Huesca. On aperçoit au-dedans de cette enceinte deux noyaux nettement distincts : l’un utilisé par l’Académie proprement dite, et l’autre destiné au casernement de la troupe.
L’édifice Franco, inauguré solennellement en octobre 1928, est l’œuvre des ingénieurs militaires Mariano Lafiguera (colonel du génie), de Vicente Rodríguez (lieutenant-colonel) et d’Antonio Parelladas (commandant). L’ensemble est de style néomudéjar aragonais, alors en vogue, et présente une rigoureuse configuration symétrique autour d’une grande cour carrée (la place d'armes), des côtés latéraux et postérieurs de laquelle rayonnent perpendiculairement plusieurs pavillons rectangulaires. À partir des années 1970, une série de constructions contemporaines furent ajoutées à l’édifice original. L’extension la plus importante, achevée en 1978, consista à ajouter deux corps de bâtiment neufs pour héberger des dortoirs et des amphithéâtres (les bâtiments Galbis et Hidalgo de Cisneros), puis plus récemment le bâtiment Medrano.
La façade principale de l’édifice Franco se compose de tours et de corps de bâtiment parallélipipédiques couronnés de créneaux d’allure militaire, encore que les matériaux utilisés — briques à nu — et les éléments décoratifs d’incontestable inspiration néomudéjar, la font ranger dans l’architecture éclectique d’inspiration régionaliste, le tout en accord avec sa typologie militaire quant aux aspects de conception spatiale fonctionnelle. Le site figure dans le répertoire des bâtiments d’intérêt historique de la mairie de Saragosse,,
.

## Programme d’études

### Troisième période
Cursus de 1941 à 1973

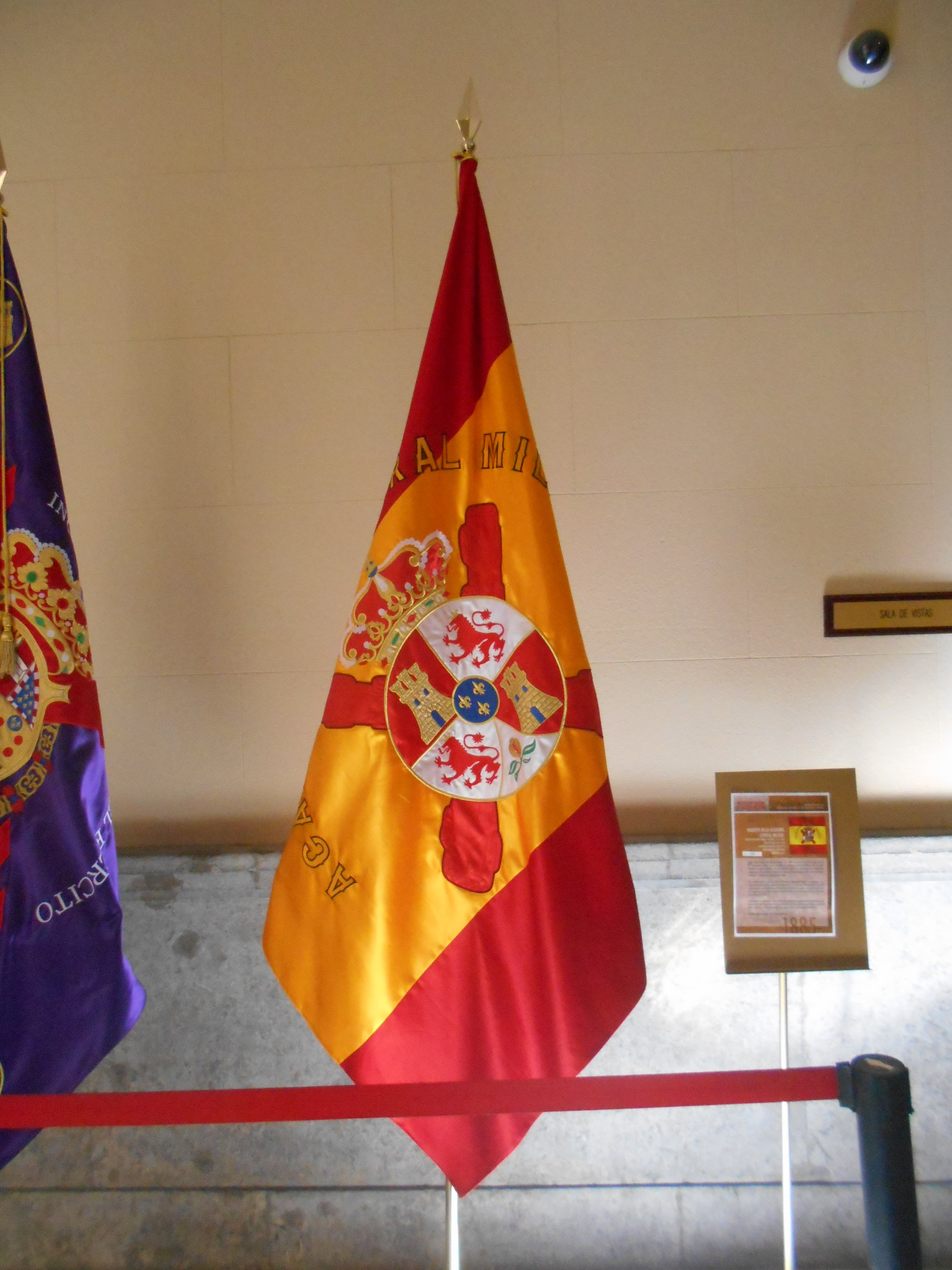
Drapeau « Universitaria » de l’Académie générale militaire.

- 2 années à l’Académie générale militaire, au terme desquelles était octroyé le grade de cadet-gentilhomme enseigne (caballero alférez cadete).
- 2 années d’enseignement dans les académies spécialisées des différentes armes.
- deuxième partie : 6 mois (à partir de 1961, 2 mois) à l’Académie générale militaire, au terme desquels les élèves étaient promus lieutenant.

Cursus de 1973
- 1 année de sélection à l’Académie générale militaire, durant laquelle, en plus des études militaires, se donnaient des cours civils de licence en sciences physiques de l’université de Saragosse. Le nombre de places en deuxième année était égal à environ la moitié du nombre d’élèves inscrits pour l’année de sélection.
- 3 années à l’Académie générale militaire. Au terme de la 3e année, les élèves recevaient le grade de cadet-gentilhomme enseigne.
- 1 année dans les académies spécialisées des différentes armes, au terme de laquelle les élèves recevaient le grade de lieutenant.

Cursus de 1978
- 2 années à l’Académie générale militaire, permettant d’obtenir le grade de cadet-gentilhomme enseigne.
- 2 années dans les académies spécialisées des différentes armes.
- 1 année de formation spécifique dans différents centres militaires, à l’issue de laquelle les élèves étaient promus lieutenant. À partir de 1985, la 5e année se déroulait à l’Académie générale militaire et avait pour objectif de perfectionner la formation interarmes et en sciences humaines des élèves.

Cursus de 1992 (degré supérieur)
- 3 années à l’Académie générale militaire. Le titre de cadet-gentilhomme enseigne s’obtenait au bout de la deuxième année.
- 2 années dans les académies spécialisées des différentes armes, au terme desquelles on était promu lieutenant.

Cursus de 2010
- 4 années à l’Académie générale militaire, lors desquelles l’on suivait, outre les matières militaires, le cursus en vue de la licence en ingénierie d’organisation industrielle, organisé par le Centre universitaire de la Défense, lequel est rattaché à l’université de Saragosse. Au début de la troisième année, les élèves sont promus au grade de gentilhomme-enseigne (caballero alférez).
- 1 année dans l’académie spécialisée choisie individuellement par les enseignes.

En ce qui concerne les officiers du corps d’Intendance, la formation fut jusqu’à 1994 identique à celle de leurs camarades du Corps général. Depuis l’année 1994-1995, les officiers de ce corps particulier accèdent à l’Académie générale militaire après un parcours universitaire préalable dans les domaines du droit et de l’économie, puis passent 2 années à l’Académie, recevant la formation d’officier de l’armée de terre et celle spécifique à la fonction logistique d’approvisionnement et en gestion économique.

## Directeurs

### Première période
- Maréchal des camps José Galbis Abella (1882-1887)
- Général de brigade Pedro Mella y Montenegro (1887-1890)
- Général de brigade Manuel de la Cerda y Gómez Pedroso (1890-1892)

### Deuxième période
- Général de brigade Francisco Franco Bahamonde (1927-1931)

### Troisième période
- Général de brigade Francisco Hidalgo de Cisneros y Manso de Zúñiga (1942-1946)
- Général de brigade Santiago Amado Lóriga (1946-1950)
- Général de brigade Juan Fernández-Capalleja y Fernández-Capalleja (1950-1954)
- Général de brigade Emilio Alamán Ortega (1954-1956)
- Général de brigade Manuel Vicario Alonso (1956-1959)
- Général de brigade Rodolfo Estella Bellido (1959-1962)
- Général de brigade Eduardo de Madariaga Rodríguez (1962-1963)
- Général de brigade Carlos Iniesta Cano (1963-1968)
- Général de brigade Carlos Fernández Vallespín (1968-1969)
- Général de brigade Santos Sánchez Blázquez (1969-1971)
- Général de brigade Antonio Balcázar Rubio de la Torre (1971-1973)
- Général de brigade Guillermo Quintana Lacaci (1973-1976)
- Général de brigade Antonio Rey Ardid (1976-1977)
- Général de brigade Felipe Palacios Costero (1977-1978)
- Général de brigade Gerardo Mariñas Romero (1978-1979)
- Général de brigade Luis Pinilla Soliveres (1979-1982)
- Général de brigade Juan Bautista Sánchez Bilbao (1982-1984)
- Général de brigade Ángel Santos Bobo (1984-1985)
- Général de brigade José Jiménez Pérez de Larraya (1985-1987)
- Général de brigade Javier Calderón Fernández (1987-1988)
- Général de brigade Carlos García Ferrer (1989-1992)
- Général de brigade Mariano Alonso Baquer (1992-1994)
- Général de brigade José Ramón Lago Vázquez (1994-1996)
- Général de brigade Gregorio López Iraola (1996-1998)
- Général de brigade Blas Oliver Iguacel (1998-2000)
- Général de brigade Fernando Torres González (2000-2003)
- Général de brigade Ignacio Martín Villalaín (2003-2006)
- Général de brigade Juan Antonio Álvarez Jiménez (2006-2009)
- Général de brigade Francisco José Gan Pampols (2009-2013)
- Général de brigade Jerónimo de Gregorio y Monmeneu (2013-2016)
- Général de brigade Luis Lanchares Dávila (2016-2018)
- Général de brigade Carlos Jesús Melero Claudio (2018-)

## Activités culturelles

### Chaire Miguel de Cervantes
La chaire Miguel de Cervantes de las Armas y de las Letras est un outil de support à l’enseignement sous l'autorité directe du directeur de l’Académie générale militaire. La mission de la chaire est de :
- promouvoir, organiser et développer des activités de formation à caractère culturel, technique ou relevant du domaine des sciences humaines, propres à contribuer à la formation intégrale des cadets et élèves de l’Académie ;
- contribuer à la connaissance sociale de la Défense nationale et des forces armées, des relations de l’Espagne avec les autres États, des alliances ou des organisations internationales garantes de la paix et de la securité internationales, ainsi qu’à la connaissance de l’histoire et de la culture militaire de l’Espagne ;
- servir de facilitateur de collaborations à caractère culturel avec d’autres institutions, en exécution des différentes conventions et différents accords en vigueur[146].

### Publications
- Armas
- Armas y Cuerpos
- La taquilla
- Flash
- Deme nota

### Musée
Le musée de l’Académie générale militaire, inauguré en 1947, conserve dans ses fonds les souvenirs de l’Académie, un ensemble d’uniformes de cadets espagnols et étrangers, de même qu’une collection d’armes lourdes et légères.